# Handball-Bayernliga 1967/68
Die Saison 1967/68 der Handball-Bayernliga war die zehnte Spielzeit der bayerischen Handballliga, die als zweithöchste Spielklasse im deutschen Ligensystem eingestuft war.

## Bayerische Meisterschaft
Meister und Teilnehmer an der Süddeutschen Meisterschaft sowie den Aufstiegsspielen zur Bundesliga war der TSV Zirndorf. Vizemeister wurde der TSV Ansbach. Zirndorf schaffte trotz Süddeutscher Vizemeisterschaft nicht den Wiederaufstieg in die Bundesliga. Die Absteiger waren TV 1860 Bamberg und VfB Coburg 07.

### Modus
Es spielte jedes Team nur einmal gegeneinander, ohne Rückrunde. So war bereits nach neun Spieltagen die Meisterschaft entschieden. Der Meister war zur Teilnahme an der Süddeutschen Meisterschaft qualifiziert. Die Plätze 9 und 10 waren die Absteiger.

## Teilnehmer
An der Bayernliga 1967/68 nahmen zehn Mannschaften teil. Titelverteidiger war der TSV Ansbach. Neu in der Liga war der Bundesligaabsteiger TSV Zirndorf und der Aufsteiger TV 1860 Bamberg. Nicht mehr dabei waren die Absteiger der Vorsaison 1. FC Nürnberg (Rückzug) und TV 1860 Bad Windsheim.

### Abschlusstabelle
|     | Mannschaft           | Spiele | Punkte |
| --- | -------------------- | ------ | ------ |
| 1.  | TSV 1861 Zirndorf    | 9      | 18:0   |
| 2.  | TSV 1860 Ansbach (M) | 9      | 16:2   |
| 3.  | TSV Allach 09        | 9      | 13:5   |
| 4.  | TSV Milbertshofen    | 9      | 10:8   |
| 5.  | Post SV Regensburg   | 9      | 8:10   |
| 6.  | TV Coburg-Neuses     | 9      | 7:11   |
| 7.  | ESV München-Laim     | 9      | 7:11   |
| 8.  | TSV 09 Landshut      | 9      | 5:13   |
| 9.  | TV 1860 Bamberg (N)  | 9      | 4:14   |
| 10. | VfB Coburg 07        | 9      | 2:16   |

Bereich des „Bayer. Handballverbandes“ (BHV)

(M) = Meister (Titelverteidiger) (N) = Neu in der Liga (Aufsteiger) 

Bayerischer Meister und für die Endrunde zur Süddeutschen Meisterschaft qualifiziert
 Für die Bayernliga 1968/69 qualifiziert
Absteiger